# 大阪府道209号東阪三日市線
大阪府道209号東阪三日市線（おおさかふどう209ごう あずまざかみっかいちせん）は、大阪府南河内郡千早赤阪村から河内長野市に至る一般府道である。

## 概要
南河内郡千早赤阪村大字東阪から河内長野市三日市町に至る。

### 路線データ
- 起点：大阪府南河内郡千早赤阪村大字東阪（大阪府道・奈良県道705号富田林五條線交点）
- 終点：大阪府河内長野市三日市町（楠公通学橋東交差点、大阪府道214号河内長野千早城跡線交点）

## 路線状況

### 重複区間
- 国道310号（河内長野市寺元・川上駐在所前交差点 - 河内長野市寺元・くずの口バス停前交差点）

### 道路施設

#### 橋梁
- 多聞橋（佐備川、南河内郡千早赤阪村）

## 地理

### 通過する自治体
- 大阪府
  - 南河内郡千早赤阪村 - 富田林市 - 河内長野市

### 交差する道路
| 交差する道路                                     | 市町村名   | 市町村名   | 交差する場所           | 交差する場所              |
| ------------------------------------------------ | ---------- | ---------- | ---------------------- | ------------------------- |
| 大阪府道・奈良県道705号富田林五條線              | 南河内郡   | 千早赤阪村 | 大字東阪               | 起点                      |
| 大阪府道211号中津原寺元線                        | 南河内郡   | 千早赤阪村 | 大字中津原             | 中津原交差点              |
| 大阪府道201号甘南備川向線                        | 富田林市   | 富田林市   | 大字甘南備（かんなび） |                           |
| 国道310号 重複区間起点 大阪府道211号中津原寺元線 | 河内長野市 | 河内長野市 | 寺元                   | 川上駐在所前交差点        |
| 国道310号 重複区間終点                           | 河内長野市 | 河内長野市 | 寺元                   | くずの口バス停前交差点    |
| 大阪府道214号河内長野千早城跡線                  | 河内長野市 | 河内長野市 | 三日市町               | 楠公通学橋東交差点 / 終点 |

### 沿線
- 楠妣庵観音寺
- 南海高野線 三日市町駅
  - フォレスト三日市